# Famous Country Duets
Albums de George Jones, Melba Montgomery & Gene Pitney
George Jones Sings Like the Dickens!
(1964) George Jones and Gene Pitney: For the First Time! Two Great Singers
(1965)
Famous Country Duets est un album collaboratif entre les artistes américains de musique country George Jones, Melba Montgomery et Gene Pitney. Cet album est sorti en 1965 sur le label Musicor Records. C'est le premier album de Jones sur ce label.

## Liste des pistes
| No  | Titre                             | Durée |
| --- | --------------------------------- | ----- |
| 1.  | Baby Ain't That Fine              | 2:24  |
| 2.  | If I Were                         | 2:26  |
| 3.  | I've Got a New Heartache          | 2:35  |
| 4.  | I'm a People                      | 2:09  |
| 5.  | That's All It Took                | 2:24  |
| 6.  | Simply Divine                     | 2:20  |
| 7.  | Feudin' and Fightin'              | 2:04  |
| 8.  | King and Queen                    | 2:32  |
| 9.  | My Shoes Keep Walking Back to You | 2:35  |
| 10. | I'm Looking for the Man           | 2:09  |
| 11. | Your Old Standby                  | 2:36  |
| 12. | Being Together                    | 2:42  |